# Fuerza Aérea de Pakistán
La Fuerza Aérea de Pakistán (en urdu: پاک فضائیه, transliteración: Pak Fiza'ya), también conocida por sus siglas en inglés PAF (Pakistan Air Force), es el arma aérea de las Fuerzas Armadas de Pakistán, su principal función es la defensa aérea de Pakistán y como papel secundario proporcionarle apoyo aéreo al Ejército de Pakistán y a la Armada de Pakistán. Está considerada entre las diez mejores fuerzas aéreas del planeta.

## Historia

### El comienzo de la PAF
La Fuerza Aérea de Pakistán (PAF) se creó  el 15 de agosto de 1947, un día después de independizarse del Reino Unido. Fueron transferidos cincuenta y seis aviones de la Fuerza Aérea India. Se formaron tres escuadrillas y se contó con la ayuda de los Estados Unidos. Pakistán propuso un plan de expansión que abarcó a cuarenta y cuatro escuadrillas. Estados Unidos rechazó la propuesta. Al final, Pakistán consiguió: 120 F-86F Sabre, 28 B-57 y cerca de 12 F-104 Starfighter. Para el entrenamiento de aviones tipo T-33 y para el transporte C-130 Hercules, HH-43 y Hu-16. 

### La Guerra Indo-pakistaní de 1965
En 1965, Pakistán fue atacada por India, donde el PAF probó sus aviones sobre la Fuerza Aérea de India con excelentes victorias. Pakistán fue puesta bajo embargo de armas y suministros bélicos por los Estados Unidos. Después de la guerra.
La flota de la PAF, en aquel momento, era de doce cazas F-104 Starfighter, unos 120 cazas F-86F Sabres y flota de bombarderos de 20 B-57 Canberra. Los cazas Starfighter, eran los únicos en el arsenal pakistaní que portaban misiles aire-aire, los cuáles era los poco confiables AIM-9B Sidewinder, el misil no fue del agrado de muchos pilotos del escuadrón de F-104 de la PAF, ya que, como experimentaron sus pares estadounidenses, el misil tendía fallar en muchas ocasiones y era muy fácil de confundir con el calor del suelo, como afirmaron algunos pilotos, solo con que el avión enemigo se lanzase a tierra era casi imposible que el misil diese en el blanco.
La PAF afirmó haber tenido la superioridad aérea completa sobre el campo de batalla, durante el segundo día de operación, mientras que, el Jefe del Aire, Mariscal Arjan Shingh, de la IAF(Fuerza Aérea India), afirmó que a pesar de que la IAF era caulitativamente menor en número a los pakistaníes, los indios conquistaron la superioridad del aire en el resto de la guerra.
Muchas publicaciones han acreditado los éxitos del PAF a los equipos de los Estados Unidos, afirmando que es superior a la aeronave operada por la IAF y otorgando al PAF una «ventaja cualitativa». Sin embargo, algunos pakistaníes refutan este argumento. Según ellos, los aviones Hawker Hunter y Folland Gnat de la IAF tuvieron un mejor desempeño que los cazas F-86 de PAF. Según Air Cdre (retirado) Sajad Haider, el F-86 Sabre era inferior en poder y velocidad al Hawker Hunter de la IAF.
Según Air Commodore (retirado) Sajjad Haider, que voló con el escuadrón N.º 19, el F-104 Starfighter no merecía su reputación como «el orgullo del PAF» porque «no era adecuado para el entorno táctico de la región. Un interceptor de alto nivel diseñado para neutralizar los bombarderos estratégicos soviéticos en altitudes por encima de los 40 000 pies». Sin embargo, no es tan eficaz como el Folland Gnat de la IAF. Según fuentes de la India, el F-86F se desempeñó razonablemente bien contra los Hawker Hunter de la IAF, pero no tan bien contra el Folland Gnat, que fue apodado «Saber Slayer» por la IAF.
Algunas acciones que llevaron a cabo el grupo de F-104, que a pesar de su poco buen desempeño, uno de los hechos más recordados, que protagonizaron los F-104 de la PAF, fue la captura en vuelo y posterior captura de un Gnat indio, el Líder de Escuadrón Brijpal Sikand Shingh, comandante de uno de los escuadrones de combate indios de cazas Gnat, se entregó al Starfighter del Teniente de vuelo, Hakimullah, quien luego de acorralar al piloto indio logró que lo siguiera, hasta un aeródromo pakistaní, Sikhand fue hecho prisionero, fue liberado al final de conflicto y su avión sería confiscado, tras la guerra sería exhibido en el museo de la PAF en la capital de pakistaní, siendo uno de los más grandes logros del escuadrón de Starfighters.
También se dio constancia del derribo de un caza Dassault MD 454 Mystère IV del teniente Devayya, por parte de otro Starfighter, el derribo llegó con el piloto teniente Amjad Hussain Khan, quien derribo al caza indio con un misiles AIM-9 Sidewinder, pero terminaría por estrellarse contra otro Mystere luego de intentar interceptar al avión enemigo mientras escapaba, Amjad logró saltar de su avión y siendo rescatado por sus fuerzas en tierra.
Según fuentes indias, la mayoría de las pérdidas de aviones de IAF se encontraban en tierra, mientras que PAF perdió la mayoría en combate aéreo. A pesar de que la IAF realizó una campaña aérea ofensiva más grande al dedicar el 40 % de su esfuerzo aéreo solo a apoyo aéreo ofensivo, según fuentes indias, la mayoría de sus pérdidas provino de aviones destruidos en tierra a través de ataques aéreos de la PAF. El PAF había logrado mucho más en términos de aviones enemigos destruidos en tierra, pero sin duda, el IAF había logrado mucho más en el papel de apoyo cercano.
Los dos países han hecho reclamos contradictorios de pérdidas de combate durante la guerra y pocas fuentes neutrales han verificado los reclamos de ambos países. El PAF afirmó que derribó 104 aviones de la IAF y perdió 19 propios, mientras que el IAF afirmó que derribó 73 aviones de la PAF y perdió 59. Según fuentes independientes, el PAF perdió unos 20 aviones, mientras que los indios perdieron 60-75. A pesar de la intensa lucha, el conflicto fue efectivamente un punto muerto.
Después de los embargos, la PAF recurrió a China y a Francia para reponer el parque de su fuerza aérea. China le proveyó con la versión local Shenyang F-6(versión china del MIG-19). En Francia compró 24 Mirage IIIEP (versión cazabombardero),gracias a un préstamo dado por Arabia Saudita al país, estos fueron los aviones más modernos de la PAF durante los años siguientes hasta los años 80, llegaron armados con misiles aire-aire más potentes. También obtuvo 90 F-86F Sabre de segunda mano gracias a Irán.

### La guerra indo-pakistaní de 1971
En 1971, India entró otra vez en guerra contra Pakistán, pero India estaba a favor de los separatistas bengalíes. Aunque Pakistán sufrió perdidas en el frente del este, pudo mantenerse bien para poder obtener una victoria. Pakistán perdió Bengala del Este, sufriendo muchas perdidas igualmente.
Para el momento de la guerra, la Fuerza Aérea estaba en una situación aún más crítica, con 16 bombarderos B-57 Canberra norteamericanos, unos 120 F-86E “Sabre” y F-86F “Sabre Mk.6”, estos últimos adquiridos a Alemania en 1966 vía Irán, y unos 40 cazas diurnos F-6B (copia del MiG-19) chinos, sin embargo, los modelos más resolutivos eran el F-104A y los modernos Mirage-3E. De los primeros se dispone de 17 ejemplares, incluyendo 10 suministrados por Jordania en 1970, aunque solo he tenido siete en el servicio, mientras que 17 cazas Mirage 3EP eran tareas para la interceptación, equipos con misiles Matra R.530. Para misiones de transporte contamos con un informe de C-46, C-47, C-54 y C-130A / B. Disponemos, también, con cerca de 32 entrenadores avanzados T-33A, de ellos, la mitad armados con ametralladoras y la capacidad de armamentos, y cuatro puntos para realizar misiones de reconocimiento.
Pakistán, a través del gobierno de la India, de apoyar a los rebeldes independiente de Mukta Bahani con armas y entrenamiento, inició la escalada de las hostilidades a un nivel que no tendrá que responder.

#### Operación Gengis Khan
La decisión de golpear a la India con un ataque aéreo preventivo se llevó a cabo el 30 de noviembre de 1971 durante una reunión entre el presidente paquistaní, el general Yahya Khan, el jefe del Estado Mayor el general Abdul Hamid Khan y el Jefe del Estado el Alcalde, teniente General Gul Hassan Khan.
Los principales objetivos del ataque fueron:
- -Se busca que la IAF no logre participar durante unos días, atacando sus campos de aviación.
- -Neutralizar estos campos con el fin de obtener en el campo de batalla, al menos superioridad temporal en el oeste.
- -Contrapesar la ventaja numérica india golpeando las bases de operaciones avanzadas de la Fuerza Aérea de la India como una medida de la reducción del peso de los contraataques esperados en las propias bases del PAF.

Las acciones comienzan el viernes a las 17:45 horas, emulando la experiencia de sus operaciones, en la batalla en contra de la Fuerza Aérea de la India durante el conflicto de 1965. Los aviones para el ataque fueron anticipados por los indios que aseguran sus naves en hangares reforzados. Además, se anticipa a la dificultad en la adquisición de blanco, los tanques de combustible, depósitos de municiones y centros de mando, los objetivos principales fijados para la operación de las pistas y los radares de defensa aérea.

##### Los primeros ataque
Después de una sesión informativa crujiente de quince minutos – que no podría haber sido más que un mero trámite, el presidente de Pakistán dio el visto bueno a las 16:30 horas (PST). La decisión fue inmediatamente comunicada a los pilotos que estaban esperando ansiosamente en las líneas de vuelo. La primera incursión despegó veinte minutos más tarde.
El N.º 26 Escuadrón se dirigió contra su primer objetivo en Srinagar y el campo de aviación de respaldo no operacional cercano a Avantipur, cada paquete de ataque consistía de cuatro aviones F-86 Sabre armados con bombas de propósito general 2×500-libras y dos escoltas con sólo cañones. Ambas misiones se consideraron un éxito, todas las bombas fueron lanzadas en la superficie y las escoltas que también consiguieron llevar a cabo carreras ametrallamiento. Sin embargo, durante el ataque contra el aeródromo de Srinagar dos pilotos indios al mando de los pequeños jet subsonicos Folland Gnat (Mosquito) logran escapar e inician la persecución de los atacantes, el oficial de vuelo Nirmal Singh Jit Sekhon y Flt Lt Ghumman el cual despega primero, de repente el Flt Lt Ghuman pierde la visual con su compañero de ala quedando fuera de la lucha dejando a Sekhon para seguir el combate, durante la batalla aérea que siguió, Sekhon impacto con fuego directo en un F-86D Sabre dejando a otro en llamas.

##### El segundo ataque
Sin embargo, los radares de defensa aérea de la India no lograron detectar las formaciones que se acercan. Las primeras indicaciones de los últimos tiempos de la era inminente, el rugido de los aviones de ataque a través de los campos de la aviación, mientras que en Nueva Delhi, las sirenas son las primeras indicaciones.
Pathankot: El segundo ataque es contra la base de Pathankot AB. Dirigido por un vuelo de dos Mirage III (una nave de reconocimiento y una escolta de ejercicio) la misión contaba con seis sabres F-86F Dirigido por el comandante SN Nazir Jilani el cual golpea un Pathankot con cohetes no guiados y deja caer varias bombas de 125 kg. El objetivo principal de este ataque fue la pista de aterrizaje. Estas misiones fueron sin oposición desde el IAF y se enfrentó sólo al AA.
Amritsar: A las 17:45 horas, cuatro Mirages que vuelan desde Sargodha y dirigidos por el comandante de ala Hakimullah atacaron Amritsar AB. El avión de Hakimullah estaba armado con dos bombas de 500 kg. Cada uno, el cual fue capaz de reconocer la pista de manera eficiente. Sin embargo, la pista Amritsar fue reparada en la misma noche para recibir destacamentos de Mig-21s y Su-7 que volaron contra Rafiqui AB a la mañana siguiente. Un segundo ataque de dos cazas estelares F-104, dirigidos por el motor del coronel Amjad Khan H golpeó la estación de radar P-35 en Amritsar, dejándolo inoperante durante casi una hora. Dos sukhoi indios despegaron desde el carril, momentos antes de que fuera bombardeada por Canberras B-57.

##### Tercera ola de ataques
La tercera ola de los ataques aéreos del PAF se dirigía contra Ambala, Agra y Halwara alrededor de las 18:00 horas y continúa en las formaciones individuales o en el avión a través de la noche, por lo menos hasta las 22:30 hrs. En los siguientes ataques participan membrillo B-57 Canberra, cuatro T-33 y un C-130. Los Canberra B-57s volaron siete salidas individuales. Estos daños causados son importantes, especialmente en Uttarlai y Halwara e impidieron la preparación de la IAF para la venganza. 
Ambala: una formación de canberras B-57 encabezada por el GT. Cd. Rais Rafi. Golpeó la pista con ocho bombas, causando daños menores. - 
Agra: Como Ambala, Agra, que se encuentra más allá de los objetivos del PAF esa noche, fue golpeado por una misión de dos  de la B-57 conducido por el GT. Cd. Yunus y seguido por el Teniente de Vuelo Mazhar Bukhari. Las bombas lanzadas por Yunus no explotaron. 
Sirsa: fue alcanzado por Escuadrón. Ldr. Alvi con bombas equipadas con espoletas temporizadas, dañando la pista pesadamente y forzando la pista que será cerrada por el resto de la noche. - 
Uttarlai: Cuatro T-33 del No.2 Escuadrón, liderados Ldr. Qureshi, golpeó la pista de Uttarlai, causando daños. Uttarlai fue atacado por segunda vez esa noche por el GT. Cd. Akhtar. El efecto negativo para la pista fue lo suficientemente importante como para mantener la pista cerrada durante seis días. 
Jaisalmer, Jodhpur y Jamnagar: En el sur, Escuadrón del Ldr. Ishtak Qureshi bombardea el cable de alimentación subterránea en Jaisalmer, con el cual se corta la conexión a red y de teléfono durante seis horas. Al mismo tiempo, Jodhpur fue alcanzado por dos Canberra B-57s, encabezando el Escuadrón el Ldr. Sohail Mansur mientras Jamnagar fue alcanzado por bombas arrojadas por el Flt. Teniente Ejaz Azam inutilizando la pista.
En total, la Fuerza Aérea de Pakistán lanzó 183 bombas en 12 pistas de destino. Sin embargo, ante el fracaso de sus principales objetivos, el PAF no pudo neutralizar a la Fuerza Aérea de la India en el oeste, aunque ciertamente alcanzó la sorpresa y dañó algunos aviones. Igualmente importante, a diferencia de Israel en la guerra de 6 días, Pakistán utilizó solo una parte limitada de la capacidad de ataque de la FAP durante la Operación Genghis Khan. Además, en comparación con la Fuerza Aérea de Israel, los pilotos israelíes habían volado contra las réplicas de los principales aeródromos árabes y el uso de armas específicas, el PAF se había visto limitado por el retraso de las piezas de repuesto de los EE. UU. Y la capacitación limitada.

#### Combates después de la operación
Las intenciones de atraer el grueso de las fuerzas hacia el frente occidental no dan resultados y no logran ganar tiempo para preparar el envío de refuerzos hacia el frente oriental.
En el frente occidental, la FAP trata de realizar incursiones sobre objetivos estratégicos indios, para ello se utiliza el grueso de la B-57E y de los transportes C-130A/B. Sin embargo, el de diciembre la FAI había iniciado los ataques de represen- tación contra Pakistán y el frente occidental.
Los cazas F-6B (MiG-19FS chinos), algunos puntos de misiles AIM-9B "Sidewinder" hacen su debut operacional, aunque cosechan poco éxito y la FAP decide reservarlos para proteger sus aeródromos, dejando que los F-104A y los Mirage IIIEP realicen las misiones de defensa aérea. Un importante número de cazas F-86E, e incluso los F-86F “Sabre Mk.6” adquiridos vía Irán a Alemania, desempeña funciones de defensa aérea y apoya tácticamente con resultados poco alentadores.
Los intentos de un duro golpe a la FAI no han sido aprovechados por los paquistaníes, quienes no han sido capaces de organizar un plan ofensivo eficaz. La base aérea de Pathankot, la base mayor de América del Norte y cerca de 65 aviones, fue atacada cinco veces sin resultados. Al amanecer, los B-57E trataron de inutilizar sus pistas, durante el día lo intentaron los F-86, mientras que durante la noche volvieron a ser atacados por los B-57E, en todos los casos. destruir ningún avión.
Sin embargo, los Hunters volvieron a demostrar ser muy vulnerables a los F-86, ni hablar de los Mirage IIIEP o los F-6B, en tanto que los Su-7BMK no brindaron allí lo que se esperaba de ellos. Sin embargo, logré realizar excelentes misiones de apoyo cercano y ataque táctico sobre el frente. Un modelo superado, pero que dio excelentes resultados, fue el Mystére, los cuales atacaron con gran éxito en la 1.ª División Acorazada de Pakistán, además de realizar una gran cantidad de misiones de apoyo cercano, donde solo perdieron un aparato, incluso derribaron un helicóptero Bell 47 y Un transporte C-47 pakistaníes.
El mejor caza de Pakistán durante la guerra, fueron un hueso duro de roer para los indios fueron los Mirage-IIIEP, del que solo uno pudo ser derribado por un pequeño caza “Ajeet”, pese a que los cazas pakistaníes habían logrado derribar MiG-21FL, “Ajeet”, Hunter y Su-7BMK hindúes.
La Fuerza Aérea de Pakistán. La información de la pérdida de sólo 24 aviones, aunque más tarde tiene que reconocer que en realidad fueron 94 los aviones perdidos, acordando con las cifras. Así, se declaró la pérdida de los 29 F-86 “Sabre”, siete F-104A, seis F-6B, cinco B-57, un Mirage-IIIEP y varios transportes y helicópteros.
De las bajas pakistaníes, catorce F-86 “Sabre”, los siete F-104A, seis F-6B, cinco T-33A, tres B-57, un Mirage IIIEP cayeron ante las cazas indias, totalizando un mínimo de 36 aviones, Sin incluir los transportes y helicópteros.
China proveyó de 60 F-6 para sustituir sus F-86F y los CL-13 Sabres restantes, los aviones que fueron entregados entre 1972 y 1977, igualmente los restantes aparatos, de la maltrecha flota de cazas F-104 que sobrevivió al conflicto del 71 fue retirada de servicio, debido a la imposibilidad de conseguir repuestos y recambios, debido al embargo de 1965.

### La Invasión soviética y Renovación de la flota pakistaní
La invasión soviética de Afganistán en 1979 en apoyo del gobierno prosoviético en Kabul, que estaba siendo presionado por las fuerzas rebeldes de Mujahadeen, marcó el inicio de una ocupación de una década. Los rebeldes de Mujahadeen continuaron hostigando a la fuerza militar soviética de ocupación, así como a las fuerzas del régimen afgano que apoyaba. La guerra pronto se extendió al vecino Pakistán, con una horda de refugiados que huían a los campamentos al otro lado de la frontera en un intento por escapar del conflicto. Además, muchos de los rebeldes utilizaron a Pakistán como un santuario desde el cual realizar incursiones en Afganistán, y un flujo constante de armas suministradas por Estados Unidos se trasladó a Afganistán desde las áreas de concentración en Pakistán cerca de la frontera. Esto provocó inevitablemente violaciones en la frontera por parte de aviones soviéticos y afganos que intentaron interceptar estas operaciones 
Se cree que el PAF evaluó el Dassault Mirage 2000 a principios de 1981 y planeaba evaluar luego el General Dynamics F-16 Fighting Falcon. 
Una carta de acuerdo para hasta 28 F-16A y 12 F-16B se firmó en diciembre de 1981. Los contratos, Peace Gate I y Peace Gate II, eran para 6 y 34 modelos del Bloque 15, respectivamente, que serían propulsados por el motor F100-PW-200. El primer avión Peace Gate I fue aceptado en Fort Worth en octubre de 1982. Dos F-16A y cuatro F-16B fueron entregados a Pakistán en 1983, y el primer F-16 llegó a PAF Base Sargodha (ahora conocido como PAF Base Mushaf) el 15 de enero de 1983 volado por el líder del escuadrón Shahid Javed. Los 34 aviones restantes de Peace Gate II fueron entregados entre 1983 y 1987. Se ordenaron seis modelos de F-16A y cuatro F-16B Bloque 15 OCU como reemplazos de desgaste en diciembre de 1988 bajo el contrato Peace Gate III. Otros 60 F-16A/B fueron ordenados en septiembre de 1989 bajo la Puerta de la Paz IV. Estos fueron posteriormente embargados. 
Entre mayo de 1986 y noviembre de 1988, los F-16 de la PAF han derribado al menos a ocho intrusos de Afganistán. Los tres primeros de estos (uno Su-22, uno probable Su-22 y uno An-26) fueron derribados por dos pilotos del Escuadrón n.º 9. Los pilotos del Escuadrón n.º 14 destruyeron los cinco intrusos restantes (dos Su-22, dos MiG-23 y un Su-25). La mayoría de estas muertes fueron por el AIM-9L Sidewinder, pero al menos uno (un Su-22) fue destruido por un disparo de cañón. Al teniente de vuelo Khalid Mahmood se le acreditan tres de estos asesinatos. Un F-16 se perdió en estas batallas durante un encuentro entre dos F-16 y seis aeronaves de la Fuerza Aérea Afgana el 29 de abril de 1987, según el PAF como un "objetivo en sí mismo" porque fue golpeado por un AIM-9L Sidewinder disparó desde el otro F-16. El piloto, el teniente de vuelo Shahid Sikandar Khan, fue expulsado a salvo. La mayoría de estas muertes en el aire se lograron dentro de las fronteras paquistaníes. El No.9 Sqn fue acreditado con 3 remates, mientras que como No.14 Sqn fue acreditado con 5 remates. 
El 16 de abril de 1987, cuatro Su-22 afganos ingresaron al espacio aéreo paquistaní cerca del área de Thal a las 06:30 a. m.. 2 F-16 de PAF los interceptaron. Los instaladores se volvieron y comenzaron a escapar. S/L Badar se acercó y derribó un avión enemigo. Segundos más tarde, se colocó detrás de otro, disparó su misil pero tuvo que romperse cuando se acercaba a la frontera entre Pakistán y Afganistán. El piloto, después de girar, miró hacia atrás y vio el destello en el área donde se encontraba su segunda presa. El PAF, después de examinar las evidencias disponibles, le otorgó una sola muerte. 
El Proyecto Saber II fue iniciado por el PAF en 1987 y tenía como objetivo desarrollar un reemplazo para la flota Shenyang F-6 que está envejeciendo. Después de que un estudio de diseño realizado por Grumman Aerospace determinó que sería un riesgo financiero, fue abandonado por PAF y el F-7P de Chengdu se introdujo en 1988 para reemplazar el F-6 y más tarde, aviones de ataque A-5. Estos fueron utilizados para patrullar la frontera. 
Después del conflicto afgano, la PAF renovó su flota comprando: 71 F-16 que habían sido entregados durante la guerra de Afganistán y 100 F-7 que reemplazaron poco a poco, a los vetustos F-6 que quedaban en servicio. 
También obtuvo 40 Mirage III/5 en Australia lo que se convirtió en el segundo país del mundo después de Francia, en número de aviones de este tipo, logrando con este último modernizar la flota completa.

### 1989–2001: sanciones y la "década perdida"
Después de que se aprobó la Enmienda Pressler, los EE. UU. Impusieron sanciones y un embargo de armas en Pakistán el 6 de octubre de 1990 debido al programa de armas nucleares del país. Los once F-16 de Peace Gate III, junto con los 7 F-16A y 10 F-16B de los 60 F-16 de Peace Gate IV, que se habían construido a fines de 1994, fueron embargados y almacenados en los Estados Unidos.
Desesperado por un nuevo avión de combate de alta tecnología, entre finales de 1990 y 1993, el PAF evaluó el MRCA Panavia Tornado europeo (avión de combate multifunción) y lo rechazó. El Mirage 2000E y una oferta de Polonia para el suministro de MiG-29 y Su-27 también se consideraron, pero nada se materializó. En 1992, el PAF volvió a mirar el Mirage 2000, reavivando una propuesta de principios de la década de 1980 para obtener alrededor de 20 a 40 aviones, pero nuevamente no se realizó una venta porque Francia no quería vender una versión totalmente capaz debido a razones políticas. En agosto de 1994, Suecia le ofreció al PAF el Saab JAS-39 Gripen, pero nuevamente la venta no se realizó porque el 20% de los componentes del Gripen eran de los EE. UU. Y Pakistán aún estaba bajo las sanciones de los EE. UU.
A mediados de 1992, Pakistán estaba a punto de firmar un contrato para el suministro de 40 Dassault Mirage 2000, equipados con los radares Thomson-CSF RDM / 7, de Francia, pero el acuerdo nunca se firmó. A mediados de 1994 se informó que los fabricantes rusos Sukhoi y Mikoyan estaban ofreciendo el Su-27 y el MiG-29. Pero luego se informó que Pakistán estaba negociando el suministro del Dassault Mirage 2000-5. Equipos franceses y rusos visitaron Pakistán el 27 de noviembre de 1994 y se especuló que el interés en los aviones rusos era presionar a Francia para que redujera el precio del Mirage 2000. El requisito establecido era de hasta 40 aviones.
En 1996 se informó que Pakistán estaba negociando un contrato de $ 160 millones para misiles con Sudáfrica, que se cree que es para el misil aire-aire de corto alcance de infrarrojo de imágenes U-darter de Kentron (ahora Denel).

### Guerra del Kargil
La Fuerza Aérea de Pakistán (PAF) no vio el combate activo durante el Conflicto de Kargil de baja intensidad entre India y Pakistán durante el verano de 1999, pero permaneció en alerta de defensa aérea alta (ADA) y realizó patrullas aéreas de combate F-16 y F-7MP. (CAP) cerca de la frontera oriental con la India. El PAF siguió de cerca y siguió los movimientos de la IAF cerca de la Línea de Control en Kashmir, así como la frontera internacional entre India y Pakistán.

## Inventario de aeronaves
| Avión                | Origen         | Variantes   | Cantidad              |
| -------------------- | -------------- | ----------- | --------------------- |
| F-16 Fighting Falcon | Estados Unidos | A/C         | 75                    |
| Mirage III           | Francia        | 5EF/F/PA    | 90                    |
| Mirage 5             | Francia        | IIIEP/OF/RP | 90                    |
| Chengdu J-7          | China          | F-7PG       | 139                   |
| JF-17 Thunder        | Pakistán/China |             | 100, más 50 ordenados |
| Chengdu J10          | China          | C           | 25                    |

| Avión       | Origen | Variantes | Cantidad |
| Saab 2000   | Suecia |           | 12       |
| Shaanxi Y-8 | China  | ZDK-03    | 4        |

## Arsenal pakistaní de misiles
| Misil    | Nombre alternativo | Año de testeo   | Autonomía en km | Cabeza de guerra en kg | Propulsión     | Origen              |
| -------- | ------------------ | --------------- | --------------- | ---------------------- | -------------- | ------------------- |
| HATF1    | -                  | Abril de 1989   | 80              | 500                    | Single Sólido  | Propio              |
| HATF 1A  | -                  | Febrero de 1992 | 100             | 500                    | Single Sólido  | Propio              |
| HATF II  | -                  | Abril de 1989   | 300             | 500                    | Dos Sólido     | RPC (M11)           |
| HATF III | -                  | Julio de 1997   | 600-800         | 500                    | Dos Sólido     | RPC                 |
| HATF IV  | SHAHEEN I          | Abril de 1999   | 750             | 1000                   | Dos Sólido     | RPC (M 9)           |
| HATF V   | GHAURI I           | Abril de 1998   | 1500            | 500-750                | Single líquido | Corea del Norte/RPC |
| HATF VI  | GHAURI II          | Abril de 1999   | 1500-2300       | 700                    | Dos líquido    | Corea del Norte/RPC |
| HATF VII | SHAHEEN II         | Sep 2000        | 2500            | 1000                   | Dos sólido     | RPC                 |
| M-11     | -                  | 1991-1998       | 300             | 500-800                | Dos sólido     | RPC                 |